# Cristești (Iași)
Cristești is een Roemeense gemeente in het district Iași.
Cristești telt 4339 inwoners.